# Copa turca de bàsquet femenina
La Copa turca de bàsquet femenina (Basketbol Kadınlar Türkiye Kupası) és la competició de copa de bàsquet en categoria femenina que es disputa a Turquia.
Està organitzada per la Federació Turca de Bàsquet i s'organitza des de la temporada 1992-93.

## Finals
| Temporada | Campió                  | Resultat | Finalista           |
| --------- | ----------------------- | -------- | ------------------- |
| 1992–93   | Galatasaray             | 74 – 51  | İÜSBK               |
| 1993–94   | Galatasaray             | 75 – 62  | Brisaspor           |
| 1994–95   | Galatasaray             | 74 – 50  | Fenerbahçe          |
| 1995–96   | Galatasaray             | 109 – 72 | Brisaspor           |
| 1996–97   | Galatasaray             | 98 – 57  | Beşiktaş            |
| 1997–98   | Galatasaray             | 76 – 63  | Urla Gençlik        |
| 1998–99   | Fenerbahçe              | 72 – 53  | Galatasaray         |
| 1999–2000 | Fenerbahçe              | 63 – 52  | Galatasaray         |
| 2000–01   | Fenerbahçe              | 57 – 53  | Galatasaray         |
| 2001–02   | Botaş                   | 89 – 68  | Beşiktaş            |
| 2002–03   | Botaş                   | 75 – 69  | Erdemirspor         |
| 2003–04   | Fenerbahçe              | 58 – 46  | Erdemirspor         |
| 2004–05   | Fenerbahçe              | 73 – 71  | Beşiktaş            |
| 2005–06   | Fenerbahçe              | 70 – 68  | Migrosspor          |
| 2006–07   | Fenerbahçe              | 90 – 63  | Beşiktaş            |
| 2007–08   | Fenerbahçe              | 62 – 51  | Botaş               |
| 2008–09   | Fenerbahçe              | 63 – 60  | Galatasaray         |
| 2009–10   | Galatasaray             | 57 – 55  | Fenerbahçe          |
| 2010–11   | Galatasaray             | 68 – 53  | Tarsus Belediyespor |
| 2011–12   | Galatasaray             | 76 – 72  | Fenerbahçe          |
| 2012–13   | Galatasaray             | 74 – 72  | Fenerbahçe          |
| 2013–14   | Galatasaray             | 76 – 70  | Fenerbahçe          |
| 2014–15   | Fenerbahçe              | 81 – 67  | Adana ASKİ          |
| 2015–16   | Fenerbahçe              | 69 – 61  | Galatasaray         |
| 2016–17   | Yakın Doğu Üniversitesi | 77 – 61  | AGÜ                 |
| 2017–18   | Yakın Doğu Üniversitesi | 86 – 79  | Hatay BŞB           |
| 2019      | Fenerbahçe              | 60 – 53  | Botaş               |
| 2020      | Fenerbahçe              | 77 – 61  | İzmit Belediyespor  |

## Palmarès
- 13 títols: Fenerbahçe
- 11 títols: Galatasaray
- 2 títols: Botaş, Yakın Doğu Üniversitesi